# T-Centralen
T-Centralen er hovedstationen på Stockholms Tunnelbana og ligger  i centrum af Stockholm. Stationen er brugt af metroen og af de stockholmske lokaltog (pendeltåg). Den er yderligere brugt af letbanen linje 7 (mellem T-Centralen og Waldemarsudde. Den ligger i tilslutning  til Stockholms centralstation, hvor der kører også intercitytog og Internationale tog. Der kører også regionaltog.
| Trafik | Spire Denne trafikartikel er en spire som bør udbygges. Du er velkommen til at hjælpe Wikipedia ved at udvide den. |

59°19′54″N 18°03′39″Ø / 59.3317°N 18.0608°Ø